# Полубояринов, Михаил Игоревич
Михаи́л И́горевич Полубоя́ринов (род. 2 апреля 1966, Москва) — российский экономист и управленец. Генеральный директор ПАО «Аэрофлот» в 2020—2022 годах. Кандидат экономических наук, Заслуженный экономист Российской Федерации.
Из-за нападения России на Украину находится под персональными санкциями 27 стран Евросоюза, Великобритании, Канады, Швейцарии, Австралии, Украины, Новой Зеландии.

## Биография
Родился 2 апреля 1966 года в Москве.
В 1988 году окончил Московский финансовый институт по специальности «Финансы и кредит».
В 1998 году по окончании аспирантуры Академии народного хозяйства им. Г. В. Плеханова присуждена квалификация кандидата экономических наук по специальности «Финансы, денежное обращение и кредит».
С 1990 по 1999 год — главный бухгалтер, финансовый директор во Внешнеэкономическом обществе «Автоимпорт».
С 2000 по 2009 год — главный бухгалтер, заместитель генерального директора в ОАО «Аэрофлот».
С 2009 года по 2020 год — директор департамента инфраструктуры, заместитель, первый заместитель председателя ВЭБ.РФ — член Правления.
С марта по ноябрь 2020 года — генеральный директор ПАО «Государственная транспортная лизинговая компания».
В 2017 году возглавил совет директоров «Аэрофлота».
С 20 ноября 2020 по 8 апреля 2022 года занимал должность генерального директора ПАО «Аэрофлот».
По оценке журнала Forbes, в 2020 году Михаил Полубояринов занял 52-е место в рейтинге «100 госслужащих с самыми высокими доходами». Его состояние было оценено в 285,7 миллиона рублей.

## Международные санкции
Из-за поддержки российской агрессии и нарушения территориальной целостности Украины во время российско-украинской войны находится под персональными международными санкциями разных стран.
С 9 марта 2022 года находится под санкциями всех стран Европейского союза как предприниматель, вовлеченных в экономические сектора, обеспечивающие существенный источник дохода для правительства России, которое несет ответственность за аннексию Крыма и дестабилизацию Украины. Кроме того, Евросоюз отмечает что «Аэрофлот осуществлял незаконные рейсы в оккупированный Крым».
С 24 мая 2022 года находится под санкциями Великобритании как близкий соратник и ключевой политический союзник Путина. 27 июня 2022 года Полубояринов внесён в санкционный список Канады «соратников режима» за «поддержку неспровоцированного и неоправданного вторжения России в Украину».
По аналогичным основаниям, с 16 марта 2022 года находится под санкциями Швейцарии. С 6 апреля 2022 года находится под санкциями Австралии. Указом президента Украины Владимира Зеленского от 19 октября 2022 находится под санкциями Украины. С 12 октября 2022 года находится под санкциями Новой Зеландии.
В марте 2022 года власти Литвы «заморозили» недвижимое имущество Полубояринова в Паланге.

## Награды
- Заслуженный экономист Российской Федерации[источник не указан 760 дней]
- Почётная грамота Министерства транспорта Российской Федерации — за заслуги в развитии Дальнего Востока[источник не указан 760 дней]
- Орден Почёта — за большой вклад в подготовку и проведение XXII Олимпийских зимних игр и XI Паралимпийских зимних игр 2014 года в городе Сочи[источник не указан 760 дней]